# John Barrowman
John Scot Barrowman (Glasgow, Escòcia, 11 de març de 1967) és un actor, cantant, ballarí, presentador de televisió, figura mediàtica i escriptor escocès-estatunidenc. Es va fer especialment conegut per presentar programes d'entreteniment a la cadena BBC i pel seu paper com a Jack Harkness en les sèries de televisió Doctor Who i Torchwood.
Es va iniciar, igual que moltes altres estrelles de l'espectacle, al teatre el 1989. Va treballar a Broadway i West End, tant d'actor protagonista com de repartiment en musicals com Miss Saigon, The Phantom of the Opera, Sunset Boulevard, Matador i The Fix. Des de la dècada de 1990, es va destacar en televisió en reeixits cicles com Live & Kicking, Any Dream Will Do, How Do You Solve A Problem Like Maria?, I'd Do Anything i Tonight's the Night.
La seva carrera es va veure reforçada per les nombroses gravacions de teatre musical que va fer, les quals van ser incloses en els àlbums d'estudi Another Side (2007), Music Music Music (2008) i John Barrowman (2010), que van collir un gran èxit de vendes en territori britànic. A més ha publicat dos llibres autobiogràfics: Anything Goes (2008) i I Am What I Am (2009).

## Filmografia
| Duració      | Títol                                         | Paper                               | Notes                                          |
| ------------ | --------------------------------------------- | ----------------------------------- | ---------------------------------------------- |
| 1987         | The Untouchables                              | Street person (no surt als credits) |                                                |
| 1995-1996    | Central Park West                             | Peter Fairchild                     | Sèrie de televisió                             |
| 2000-2001    | Titans                                        | Peter Williams                      | Sèrie de televisió                             |
| 2001         | Putting It Together: Direct from Broadway     | The Younger Man                     |                                                |
| 2002         | Terror a l'abisme (Shark Attack 3: Megalodon) | Ben Carpenter                       |                                                |
| 2004         | Method                                        | Timothy Stevens                     |                                                |
| 2004         | De-Lovely                                     | Jack / Intèrpret musical            |                                                |
| 2005         | Els productors (The Producers)                | Tenor principal                     |                                                |
| 2005-2010    | Doctor Who                                    | Capità Jack Harkness                | Sèrie de televisió (11 episodis)               |
| 2006-2011    | Torchwood                                     | Capità Jack Harkness                | Sèrie de televisió                             |
| 2008         | Hotel Babylon                                 | Simon                               | Sèrie de televisió                             |
| 2008-2011    | Animals At Work                               | Ell mateix                          | Sèrie de televisió                             |
| 2009-2011    | Tonight's the Night                           | Ell mateix                          | Sèrie de televisió                             |
| 2009         | My Family                                     | Doctor                              | Sèrie de televisió (Episodi: "The Guru")       |
| 2010         | Desperate Housewives                          | Patrick Logan                       | Sèrie de televisió (5 episodis)                |
| 2010         | Strictly Come Dancing                         | Ell mateix                          | Sèrie de televisió (Especial nadalenc)         |
| 2011         | Broadway: The Next Generation                 | Ell mateix                          |                                                |
| 2011         | The Super Hero Squad Show                     | Stranger (veu)                      | Sèrie de televisió                             |
| 2012         | Hustle                                        | Dean Deville                        | Sèrie de televisió (1 episodi)                 |
| 2012         | Watson & Oliver                               | Ell mateix                          | Sèrie de televisió (1 episodi)                 |
| 2012-present | Arrow                                         | Malcolm Merlyn                      | Sèrie de televisió                             |
| 2012         | Attack of the show                            | Ell mateix                          | Sèrie de televisió                             |
| 2012         | Zero Dark Thirty                              | Jeremy                              |                                                |
| 2013         | Scandal                                       | Fixer                               | Sèrie de televisió (Episodi: "Any Questions?") |
| 2013         | Sing Your Face Off                            | Ell mateix                          | Presentador                                    |
| 2013         | Pressure Pad                                  | Ell mateix                          | Presentador                                    |
| 2013         | The Five(ish) Doctors Reboot                  | Ell mateix                          |                                                |

| Duració   | Títol                                     | Paper               | Notes                                                                   |
| --------- | ----------------------------------------- | ------------------- | ----------------------------------------------------------------------- |
| 1989      | Anything Goes                             | Billy Crocker       | Prince Edward Theatre, Londres                                          |
| 1990-1991 | Miss Saigon                               | Chris (suplent)     | Theatre Royal, Drury Lane, Londres                                      |
| 1991      | Matador                                   | Domingo Hernandez   | Queen's Theatre, Londres                                                |
| 1992      | The Phantom of the Opera                  | Raoul               | Her Majesty's Theatre, Londres                                          |
| 1993      | Rope                                      | Wyndham Brandon     | Minerva Theatre, Chichester                                             |
| 1993      | Hair                                      | Claude              | The Old Vic, Londres                                                    |
| 1993-1994 | Miss Saigon                               | Chris               | Theatre Royal, Drury Lane, Londres                                      |
| 1994      | Sunset Boulevard                          | Joe Gillis          | Adelphi Theatre, Londres                                                |
| 1996      | Sunset Boulevard                          | Joe Gillis          | Minskoff Theatre, Nova York                                             |
| 1996      | Red Red Rose                              | Robert Burns        | Concert Hall, Aarhus                                                    |
| 1997      | Aspects of Love                           | Alex                | Olympia Theatre, Dublín (6 setmanes) Cork Opera House, Cork (1 setmana) |
| 1997      | The Fix                                   | Cal Chandler        | Donmar Warehouse, Londres                                               |
| 1997      | Evita                                     | Che                 | Oslo Spektrum, Oslo                                                     |
| 1998      | Hey, Mr. Producer!                        | Cal Chandler        | Lyceum Theatre, Londres                                                 |
| 1998      | Putting It Together                       | Home jove           | Mark Taper Forum, Los Angeles                                           |
| 1999      | Beauty and the Beast                      | Bèstia / Príncep    | Dominion Theatre, Londres                                               |
| 1999-2000 | Putting It Together                       | Home jove           | Ethel Barrymore Theatre, Nova York                                      |
| 2002      | Company                                   | Bobby               | Kennedy Center, Washington DC                                           |
| 2002-2003 | Anything Goes                             | Billy Crocker       | National Theatre, Londres                                               |
| 2003      | Love's Labour's Lost                      | Dumaine             | National Theatre, Londres                                               |
| 2003      | The Beautiful and Damned                  | F. Scott Fitzgerald | Yvonne Arnaud Theatre, Guildford                                        |
| 2003-2004 | Anything Goes                             | Billy Crocker       | Theatre Royal, Drury Lane, Londres                                      |
| 2004      | Chicago                                   | Billy Flynn         | Adelphi Theatre, Londres                                                |
| 2005      | A Few Good Men                            | Tinent Jack Ross    | Theatre Royal Haymarket, Londres                                        |
| 2005-2006 | Cinderella                                | Príncep Charming    | New Wimbledon Theatre, Londres                                          |
| 2006-2007 | Jack and the Beanstalk                    | Jack                | New Theatre, Cardiff                                                    |
| 2007-2008 | Aladdin                                   | Aladdin             | Hippodrome Theatre, Birmingham                                          |
| 2008-2009 | Robin Hood: The Pantomime Adventure       | Robin Hood          | Hippodrome Theatre, Birmingham                                          |
| 2009      | La Cage aux Folles                        | Albin / Zaza        | Playhouse Theatre, Londres                                              |
| 2009-2010 | Robin Hood: The Pantomime Adventure       | Robin Hood          | New Theatre, Cardiff                                                    |
| 2010-2011 | Aladdin                                   | Aladdin             | Clyde Auditorium, Glasgow                                               |
| 2011-2012 | Robinson Crusoe and the Caribbean Pirates | Robinson Crusoe     | Clyde Auditorium, Glasgow                                               |
| 2012-2013 | Jack and the Beanstalk                    | Jack                | Clyde Auditorium, Glasgow                                               |